# هوارة المقطع
قرية هوارة المقطع هي إحدى القرى التابعة لمركز الفيوم في محافظة الفيوم في جمهورية مصر العربية. حسب إحصاءات سنة 2006، بلغ إجمالي السكان في هوارة المقطع 18450 نسمة، منهم 9651 رجل و8799 امرأة.

## هرم هوارة

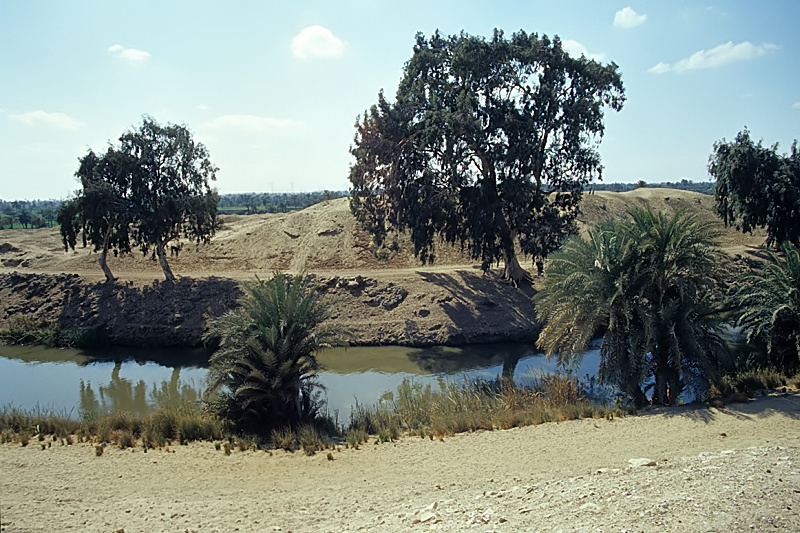

بالقرية هرم بناه فرعون مصر أمنمحات الثالث بعد انهدام هرمه الأول الذي بناه في دهشور . شيد الهرم الثاني أيضا من الطوب اللبن ثم كسى من الخارج بالحجر الجيرى . ويبلغ ارتفاعه 58 متر وطول كل ضلع 105 متر . وقد نجح عالم الآثار الإنجليزي «بترى» عام 1889 في دخول الهرم والوصول إلى حجرة الدفن وجد بها تابوت من كتلة واحدة ضخمة من الحجر الكوارتسيت ويصل وزنها إلى 110 طن. ولكن اللصوص تمكنوا من الوصول إليها عن طريق فتحة في السقف ونهبوا أهم مافيها . وقد بنى هذا الهرم الملك أمنمحات الثالث من ملوك الأسره 12. وتضم المنطقة المحيطة بالهرم مجموعه من الآثار منها مقبرة الأميرة نفرو بتاح (التي عثر عليها 1956) وبقايا قصر اللابرنت وجبانات من العصر المتأخر والتي عثر فيها على بورتريهات الفيوم.

### قصر اللابرنت
هو معبد إمنمحات الثالث، ويوجد بمنطقة هوارة، جنوب شرق مدينة الفيوم . وقد بنى المعبد الجنائزي ملاصقاً لهرم هوارة وكان يضم 12 بهواً كلها مسقوفة، ستة منها تتجه شمالاً وستة تتجه جنوباً ومتصلة بدهاليز وحجرات لها بوابات تقابل الواحدة الأخرى تماماً. ويحيط البناء كله جدار واحد طوله 283 متر وعرضه 158 متر . كما كان يوجد بالمبنى نوعان من الحجرات نصفها تحت الأرض والنصف الآخر على سطح الأرض، ويقدر عدد هذه الحجرات بــ 300 حجرة . والحجرات السفلية بها ضريح الملك وموميات محنطة للتماسيح المقدسة، ولم يتبقى من هذا الأثر حتى الآن إلا بعض آثار أعمدة الطابق العلوى ولم يكشف عن الطابق السفلى بعد.

### مقبرة الأميرة نفرو بتاح
تقع قبل هرم هواره بحوالي 1.5 كم على ترعه بحر يوسف، وهي مقبرة مبنية من الحجر الجيرى يوجد بها تابوت من الجرانيت تم نقله إلى هيئة الآثار، وقد عثر بهذه المقبرة على مائدة وقرابين وثلاثة أواني من الفضة الخالصة، وقلادة قيمة للأميرة نفرو بتاح ابنة الملك إمنمحات الثالث.